# Arménský dram
Arménský dram je zákonné platidlo zakavkazského státu Arménie. Kromě Arménie používala tuto měnu i republika Arcach, což byl  celosvětově nikým neuznaný de facto nezávislý stát na území sousedního Ázerbájdžánu, který odmítal používat ázerbájdžánský manat. Arcach byl ekonomicky provázaný s Arménií.

ISO 4217 kód dramu je AMD. Jedna setina dramu se nazývá luma. Pro svoji nízkou kupní hodnotu se však v oběhu žádné lumové mince nevyskytují. Do roku 1991 byla Arménie svazovou republikou SSSR a používala měnu Sovětského svazu – rubl. Sovětský rubl byl zákonným platidlem nezávislé Arménie až do 22. listopadu 1993, kdy byl dram zaveden.
Kurz k 10.4.2017: 1 EUR = 514,09 AMD
Kurz k 7.1.2024: 1 EUR = 439,42 AMD,     100 AMD = 5,59 CZK

## Mince a bankovky
Nominální hodnoty mincí jsou 10, 20, 50, 100, 200 a 500 dramů.
| Platné mince | Platné mince | Platné mince | Platné mince | Platné mince | Platné mince | Platné mince     | Platné mince |
| Vyobrazení   | Vyobrazení   | Hodnota      | Průměr       | Tloušťka     | Váha         | Uvedení do oběhu |              |
| Avers        | Revers       | Hodnota      | Průměr       | Tloušťka     | Váha         | Uvedení do oběhu |              |
| ------------ | ------------ | ------------ | ------------ | ------------ | ------------ | ---------------- | ------------ |
|              |              | 10 dram      | 20 mm        | 1,8 mm       | 1,3 g        | 1. prosince 2004 |              |
|              |              | 20 dram      | 20,5 mm      | 1,25 mm      | 2,75 g       | 1. ledna 2003    |              |
|              |              | 50 dram      | 21,5 mm      | 1,45 mm      | 3,5 g        | 1. ledna 2003    |              |
|              |              | 100 dram     | 22,5 mm      | 1,45 mm      | 4 g          | 1. ledna 2003    |              |
|              |              | 200 dram     | 24 mm        | 1,45 mm      | 4,5 g        | 1. ledna 2003    |              |
|              |              | 500 dram     | 22 mm        | 1,75 mm      | 5 g          | 31. března 2003  |              |

## Bankovky
Bankovky jsou tisknuty v hodnotách 500, 1 000, 5 000, 10 000, 20 000, a 50 000 dramů.
|  |  | 1000 dramů   | 130 × 72 mm |  | fialová |
|  |  | 2000 dramů   | 135 × 72 mm |  | hnědá   |
|  |  | 5000 dramů   | 140 × 72 mm |  | červená |
|  |  | 10 000 dramů | 145 × 72 mm |  | šedá    |
|  |  | 20 000 dramů | 150 × 72 mm |  | zelená  |
|  |  | 50 000 dramů | 155 × 72 mm |  | zlatá   |